# 神原啓文
神原 啓文（かんばら ひろふみ、1941年6月22日 - ）は、日本の医学者。2021年瑞宝中綬章受章。

## 生い立ち
軍医であった父が支那事変で負傷、帰還先であった福島県会津若松市にて1941年に生まれ、終戦後に郷里の香川県多度津町に戻る。多度津小学校を卒業後、6年間、香川県大手前中学・高等学校に通学した。
1960年に、従兄であった小西淳二（京都大学名誉教授）の感化を受け、京都大学医学部医学科医学進学課程に入学した。1966年に米国ECFMG（Educational Commission for Foreign Medical Graduates）を取得、京都大学医学部医学科専門課程を卒業後、同年神奈川県座間米国陸軍病院でインターン研修を受けた。1967年京都大学医学部附属病院副手、1968年に渡米、米国セントルイス市民病院にてインターン、1969年よりニューオルリンズ退役軍人病院にて内科レジデント、1972年同病院循環器内科フェロー、1973年チューレン大学医学部長George E. Burchの推挙で循環器内科フェローとなり、1974年に米国内科専門医の認定を受け、チューレン大学医学部講師に昇格した。
京都大学医学部第三内科河合忠一教授の勧めで、1975年帰国、京都大学医学部附属病院助手、1982年京都大学医学博士を取得、1984年に京都大学医学部講師、1985年京都大学医学部附属病院第三内科助教授、1988年京都大学医療技術短期大学部教授兼衛生学科主任、京都大学医学部併任講師を務めた。1992年に大阪赤十字病院の内野治人院長の誘いを受け、内科部長に就任、京都大学医学部講師を兼任、1996年大阪赤十字病院副院長、心臓血管センター所長となる。
2003年静岡県立総合病院院長、京都大学医学部講師を併任、2005年より京都大学医学部臨床教授、静岡県立大学非常勤講師を併任した。2009年地方独立行政法人静岡県立病院機構理事長兼病院長となり、静岡県立大学客員教授を併任、2013年静岡県立総合病院名誉院長、2014年社会福祉法人静岡県社会福祉協議会会長および医療法人社団静清リハビリテーション病院院長となる
。

## 学術的な活動
1975年帰国後、京都大学第三内科において、循環器内科における研修指導に従事すると共に、京都大学核医学講座鳥塚莞爾教授の勧めで、同教室の石井靖助教授、米倉義晴、後に玉木長良 等とわが国の心臓核医学分野において指導的活動を続けた。
1985年より1999年までWHOのExpert Advisory Panel on Cardiovascular Diseases の委員も務め、1986年に当時の日本では数少ないFellow of American College of Cardiologyの資格を得た。
また、1987年よりJournal of Interventional Cardiologyの国際編集委員を17年間務めると共に、日本循環器学会や日本心不全学会の特別会員、日本心臓病学会の功労会員、日本冠疾患学会、日本心臓リハビリテーション学会、日本心臓核医学会、Fellow of The Society for Cardiovascular Angiography and Interventions（SCAI）等の名誉会員を務め、日本臨床運動療法学会理事長を務めた。

## その他の公的な活動
2003年より一般社団法人から後に公益社団法人となった全国自治体病院協議会の理事・常務理事を経て特別会員・顧問を務め、一般社団法人日本病院会理事を7年間、公益社団法人静岡県病院協会会長を4年間歴任、名誉会長となる。
また、一般社団法人医療安全全国共同行動部会長・監事、一般社団法人全国公私病院連盟監事、その他、行政・大学・医学関連分野の委員を多数務める。2014年に静岡県社会福祉協議会会長就任後、多数の社会福祉関係団体の役員を兼ねる。

## 業績
わが国の虚血性心疾患の発展において先駆的な働きをし、1980年発刊の「CCU必携」は多くの若手循環器医に活用された。
心筋血流の評価手法として、タリウム201を用いた核医学的手法の有用性に関する研究 は心臓核医学の発展に寄与した。
心筋梗塞の急性期治療として、血栓溶解療法が有用な手法であることも実証し、研究会の創設、その発展に貢献し、WHOの委員や国際医学雑誌の編集委員も務めた。
心筋梗塞後に行われていた長期臥床慮法よりも、適切な運動療法を早期に開始することが重要との観点から、京都大学で「スポーツ運動療法」をスタート、研究会を発足するなど、わが国の運動療法の進歩に貢献した。

## 来歴
- 1966年　京都大学医学部医学科専門課程卒業
- 1966年　神奈川県座間米国陸軍病院インターン
- 1967年　京都大学医学部付属病院副手（内科）
- 1968年　米国セントルイス市民病院インターン
- 1969年　米国ニューオルリンズ退役軍人病院 内科レジデント
- 1972年　米国ニューオルリンズ退役軍人病院 循環器内科フェロー
- 1973年　米国チューレン大学医学部 循環器内科フェロー
- 1974年　米国チューレン大学医学部 循環器内科講師、米国内科専門医
- 1975年　京都大学医学部附属病院助手（第三内科）
- 1982年　京都大学医学博士
- 1984年　京都大学医学部講師
- 1985年　京都大学医学部助教授
- 1988年　京都大学医療技術短期大学部教授・同衛生学科主任、日本内科学会認定医
- 1989年　外国医師臨床修練指導医
- 1990年　日本循環器学会専門医
- 1981年　日本核医学会認定医
- 1992年　大阪赤十字病院内科部長、京都大学医学部非常勤講師
- 1996年　大阪赤十字病院副院長 兼 心臓血管センター所長
- 2000年　心臓リハビリテーション指導士
- 2001年　日本内科学会認定研修医指導医
- 2003年　静岡県立総合病院長 兼 京都大学医学部講師、日本心臓血管内視鏡学会認定医および専門医
- 2005年　静岡県立総合病院長 兼 京都大学医学部臨床教授、静岡県立大学非常勤講師
- 2006年　日本核医学会専門医
- 2007年　京都大学医学部臨床教授
- 2009年　地方独立行政法人静岡県立病院機構理事長　兼　静岡県立総合病院院長、静岡県立大学客員教授
- 2013年　地方独立行政法人静岡県立病院機構理事長
- 2014年　社会福祉法人静岡県社会福祉協議会会長[19] 兼 静岡県立総合病院名誉院長、静清リハビリテーション病院院長[20]
- 2015年　回復期リハビリテーション病棟専従医師
- 2019年　静清リハビリテーション病院名誉院長

## 学術賞
- 1987年　公益財団法人三越厚生事業団　第15回三越医学賞 2核種同時収集SPECT法による冠動脈血栓溶解療法の検討 [21]
- 2009年　公益財団法人ファイザーヘルスリサーチ振興財団 研究助成金（国際共同研究―満39歳以下）急性期病院における４疾患の入院期間および費用に関する日本とカナダの比較研究 [22][23]

## 栄典
- 2002年　日本赤十字社金色有功章
- 2017年　浙江省衛生計画生育委員会名誉顧問[24]
- 2021年　瑞宝中綬章（保健衛生功労）[25]

## 主要な著書
- 『CCU必携』金芳堂、1980年[26]
- 『心筋梗塞とリハビリテーション:誰にでもわかる動脈硬化性心臓病の予防と治療』（訳）杏林書院、1984年[27]
- 『心臓病の運動療法：虚血性心疾患のリハビリテーション』朝倉書店、1985年[28]
- 『有意な器質的冠動脈狭窄を残さない急性心筋梗塞症．Coronary catastrophe』永井書店、1985年
- 『急性心筋梗塞早期の側副血行路の役割．Coronary catastrophe』永井書店、1985年
- 『RI診断法（ECT）による心筋梗塞の診断と梗塞サイズの測定．Coronary catastrophe』永井書店、1985年
- 『Diagnostic Technology in the Management of Cardiovascular Diseases．Technical Report Series 772』WHO、1988年[29]　ISBN 9241207728 （WorldCat）
- 『日本人の狭心症』メディカルレビュー社, 1989年[30]　ISBN 9784943969372（Webcat Plus（国立情報学研究所））
- 『検査と循環器疾患』メディカルレビュー社、1989年[31]
- 『心臓病のスポーツ・リハビリテーション』杏林書院、1989年[32]　ISBN 9784764400160（Webcat Plus（国立情報学研究所））
- 『狭心症の臨床』新興医学出版、1989年[33]　ISBN 9784880023434（Webcat Plus（国立情報学研究所））
- 『急性心筋梗塞患者の初期治療に関するACC/AHAガイドライン』Excerpta Medica、1992年[34]　ISBN 9784871911030（Webcat Plus（国立情報学研究所））
- 『心臓病の運動療法』中外医学社、1994年[35]　ISBN 9784498036680（Webcat Plus（国立情報学研究所））
- 『心筋虚血再灌流傷害』世界保健通信社、1994年
- 『不安定狭心症：その診断と治療：実地診療ガイドライン』Excerpta Medica、1995年
- 『心臓突然死を予防する：β遮断薬の可能性』Excerpta Medica、1996年
- 『急性心筋梗塞患者の治療に関するACC/AHAガイドライン 実践要旨』Excerpta Medica、1997年
- 『エクセルナース：循環器編』メディカルレビュー社、1998年　ISBN 9784896002348（Webcat Plus（国立情報学研究所））